# Guirguillano
Guirguillano (baskisch Girgillao) ist ein Ort und eine Gemeinde (municipio) mit 73 Einwohnern (Stand: 2024) in der autonomen Gemeinschaft Navarra im Norden von Spanien. Neben dem Hauptort Guirguillano gehören die Ortschaften Arguiñáriz und Echarren de Guirguillano sowie die Wüstungen Gorriza und Soracoiz zur Gemeinde. Der Verwaltungssitz befindet sich in Echarren de Guirguillano. 

## Lage und Klima
Guirguillano liegt in ca. 555 m Höhe und ist ca. 24 km (Fahrtstrecke) in südsüdwestlicher Richtung von der Regionalhauptstadt Pamplona entfernt. Der Arga begrenzt die Gemeinde im Osten. Das Klima ist gemäßigt bis warm; Regen (ca. 792 mm/Jahr) fällt übers Jahr verteilt.

## Bevölkerungsentwicklung
| Jahr      | 1970 | 1981 | 1991 | 2001 | 2011 | 2021 |
| Einwohner | 139  | 81   | 76   | 87   | 102  | 80   |

## Sehenswürdigkeiten

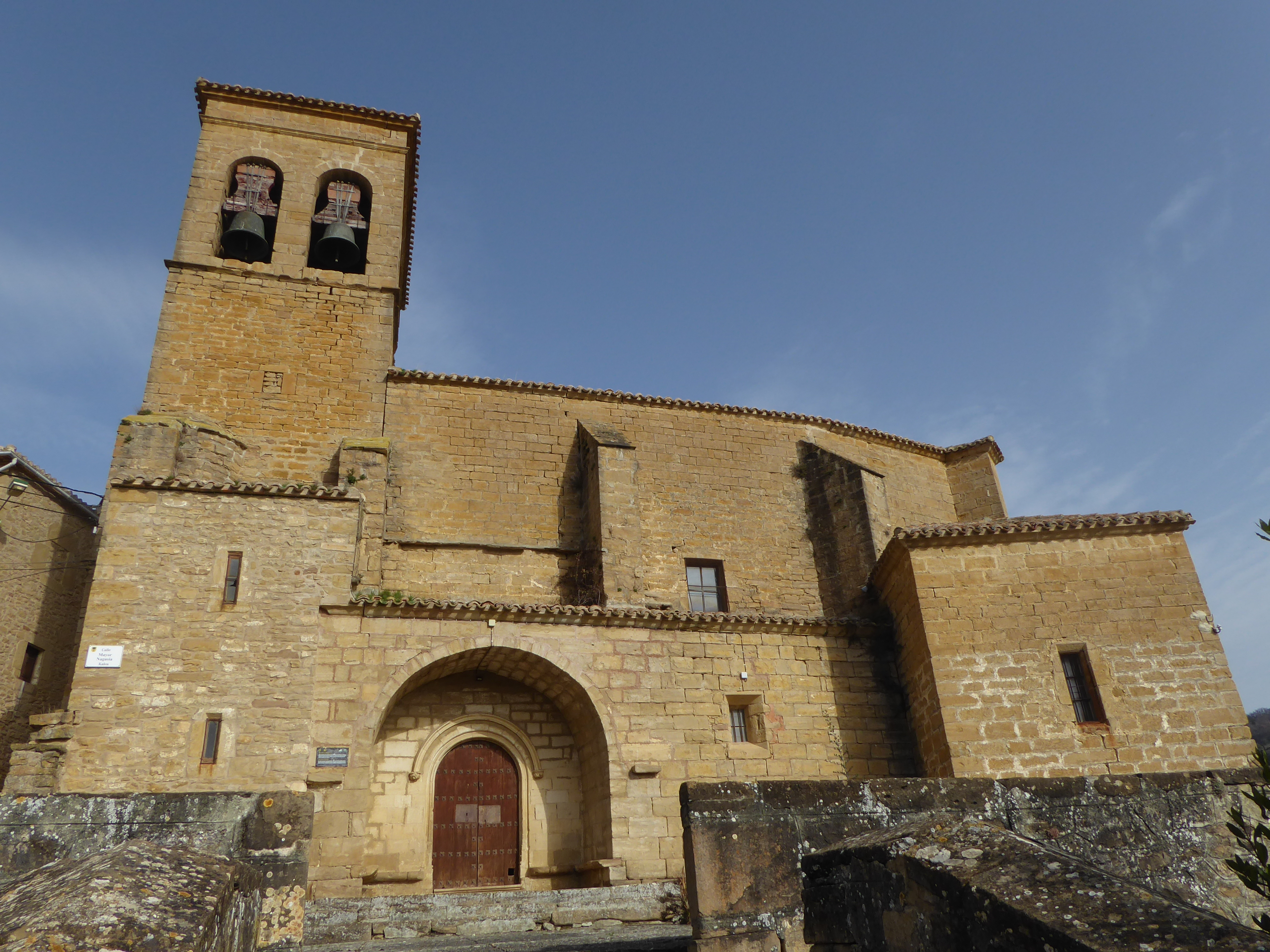
Bartholomäuskirche
- Ruine der Georgskapelle
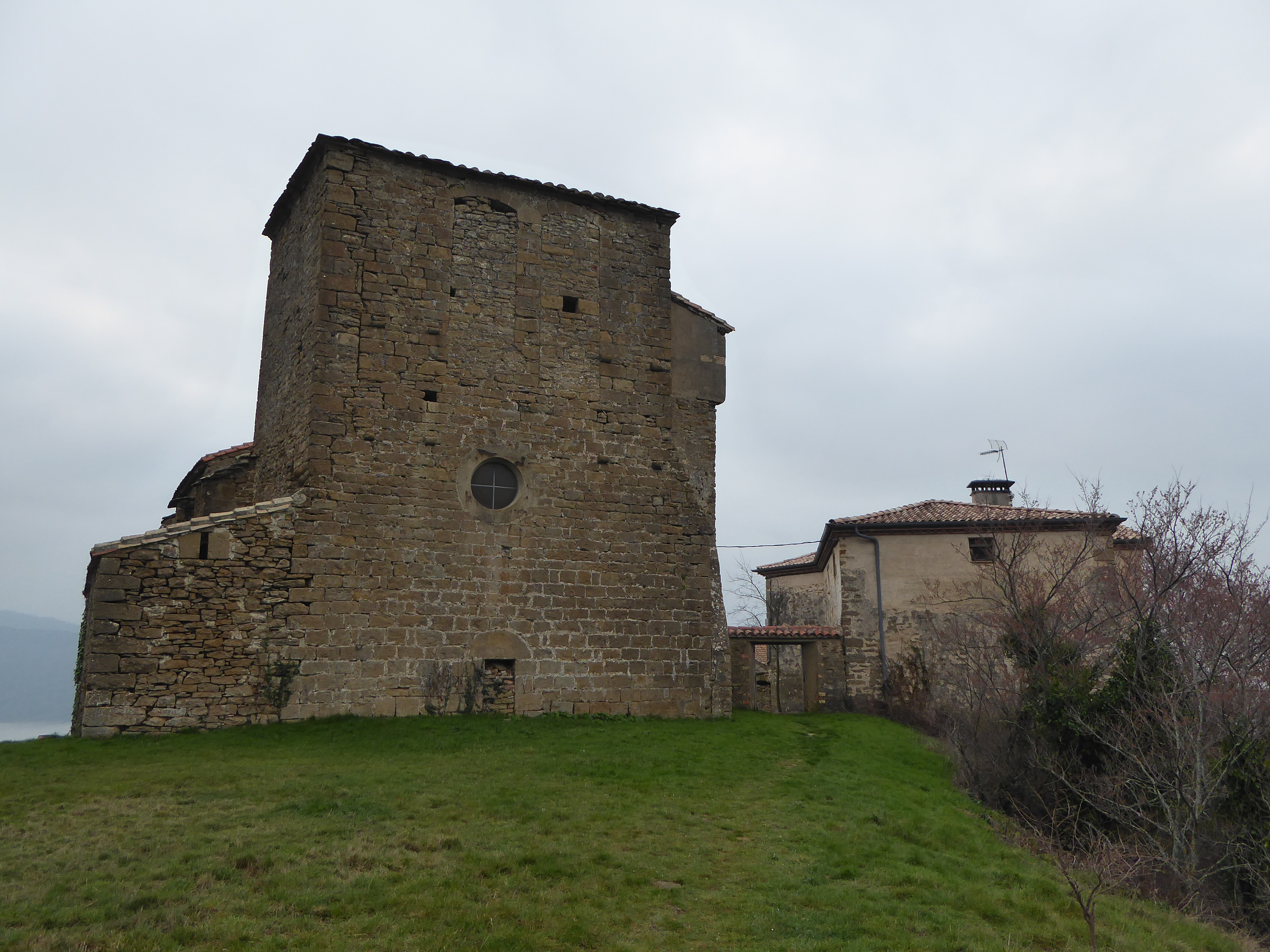
Agathenkapelle

- Bartholomäuskirche
- Agathenkapelle